# Hypephyra xymbasis
Hypephyra xymbasis är en fjärilsart som beskrevs av Louis Beethoven Prout. Hypephyra xymbasis ingår i släktet Hypephyra och familjen mätare. Inga underarter finns listade i Catalogue of Life.